# Saint-Rémy-du-Plain
Saint-Rémy-du-Plain är en kommun i departementet Ille-et-Vilaine i regionen Bretagne i nordvästra Frankrike. Kommunen ligger i kantonen Antrain som tillhör arrondissementet Fougères-Vitré. År 2022 hade Saint-Rémy-du-Plain 808 invånare.

## Befolkningsutveckling
Antalet invånare i kommunen Saint-Rémy-du-Plain
Referens:INSEE